# Stade Marseillais Université Club (pallacanestro maschile)
Lo Stade Marseillais Université Club è la squadra di pallacanestro maschile della polisportiva omonima, avente sede a Marsiglia, in Francia.

## Storia
La società venne creata nel 1928 all'interno della polisportiva Stade Marseillais Université Club e dopo la scomparsa dapprima dell'Union athlétique de Marseille e successivamente Olympique de Marseille, divenne l'unica squadra della città della Provenza.
Raggiunse il massimo livello nella Nationale 1960-1961, ma già l'anno successivo retrocedette, e da allora gioca nelle serie dilettantistiche del campionato francese.